# Microserica nigrovittata
Microserica nigrovittata är en skalbaggsart som beskrevs av Moser 1911. Microserica nigrovittata ingår i släktet Microserica och familjen Melolonthidae. Inga underarter finns listade i Catalogue of Life.